# Министерство угольной промышленности СССР
Министе́рство у́гольной промышленности СССР (МУП) — орган государственного управления СССР, согласно Конституции СССР являвшийся общесоюзным министерством.

## Задачи министерства
Министерство осуществляло государственное управление угольной промышленностью СССР. Главной задачей было обеспечение развития угольной и сланцевой промышленности как составной части народного хозяйства СССР, высоких темпов развития производства и роста производительности труда на основе научно-технического прогресса.
Министерство принимало участие в ликвидации последствий аварии на Чернобыльской АЭС в части формирования и обеспечения группы шахтёров для откачки заражённой воды и предотвращения её попадания в бассейн реки Днепр.

## История
В первые годы установления Советской власти руководство в области угольной промышленности осуществлял ВСНХ СССР, в состав которого входили: в 1917 году — Отдел топлива, в 1918 году — Главный топливный комитет, в 1921 году — Главное топливное управление («Главтоп») с входящим в него производственным управлением угольной промышленности («Главуголь»).
В 1929 году при ВСНХ СССР было образовано Всесоюзное объединение каменноугольной промышленности «Союзуголь», которое в 1932 году вновь реорганизовано в «Главуголь» и подчинено Народному комиссариату тяжёлой промышленности. В 1939 году был организован Народный комиссариат топливной промышленности, разделённый затем на Народный комиссариат угольной промышленности и Народный комиссариат нефтяной промышленности. В 1946 году были образованы Народный комиссариат угольной промышленности западных районов СССР, Народный комиссариат строительства топливных предприятий. На их основе в 1948 образовано общесоюзное Министерство угольной промышленности СССР.
В 1954 году Минуглепром СССР реорганизовано в союзно-республиканское Министерство угольной промышленности СССР и создано союзно-республиканское Министерство угольной промышленности УССР. С 1957 координация работы угольной промышленности была возложена на Государственный комитет топливной промышленности СССР, а предприятия угольной промышленности вошли в состав соответствующих совнархозов. С 1965 года управление отраслью осуществляется союзно-республиканским Министерством угольной промышленности СССР.
В 1973 году в состав Минуглепрома СССР введены компании и организации шахтного строительства и угольного машиностроения. В соответствии с генеральной схемой управления угольной промышленностью с 1974 управление основным производством велось по двух- и трёхзвенной системам, что позволило повысить сосредоточение производства, осуществить централизацию управления, более эффективно использовать основные фонды, трудовые, материальные и финансовые ресурсы. Были упразднены почти все без исключения аппараты среднего звена управления промышленностью, кроме Министерства угольной промышленности УССР и Всесоюзного ПО «Кузбассуголь». Минуглепром УССР находился в подчинении Совета Министров УССР и Минуглепрома СССР и в своей деятельности по управлению предприятиями руководствовался положениями, разрабатываемыми Минуглепромом СССР.
11 октября 1991 года была образована Российская государственная корпорация угольной промышленности на базе предприятий Минтопэнерго РСФСР и Минуглепрома СССР.
В декабре 1991 года, после принятия Соглашения о создании Содружества Независимых Государств, Минуглепром СССР прекратил существование (хотя фактически был упразднён ещё в ноябре 1991 года).

## Руководство
Угольную промышленность СССР в разное время возглавляли:
- Бажанов Василий Михайлович (1918—1923),
- Вахрушев Василий Васильевич (1939—1947),
- Засядько Александр Фёдорович (1947—1955),
- Задемидко Александр Николаевич (1955—1957),
- Мельников Николай Васильевич (1961—1965),
- Братченко Борис Фёдорович (1965—1985);
- Щадов Михаил Иванович (1985—1991)